# تاكيتومي
تاكيتومي (باليابانية: 竹富町) هي بلدية في اليابان، وبلدة في اليابان، تقع في أوكيناوا، بلغ عدد سكانها 3,936  نسمة وذلك حسب إحصائيات سنة 2018، تبلغ مساحتها 334.39 كيلومتر مربع.